# 児玉桂三
児玉 桂三（こだま けいぞう、1891年（明治24年）6月17日 - 1972年（昭和47年）10月1日）は、日本の生化学者。滋賀県出身。東京大学名誉教授。第2代徳島大学学長。元トヨタ自動車工業監査役。
児玉一造東洋綿花社長や、豊田利三郎トヨタ自動車工業社長は兄。妻の壽は北村七郎三井物産監査役の三女で、詩人の北村初雄は義弟。他の姻族に山下財閥創業者の山下亀三郎の長男山下太郎山下汽船社長などもいた。

## 経歴
東京帝国大学卒業。1937年（昭和12年）に実兄の豊田利三郎が初代社長となる形でトヨタ自動車工業が設立されると同社大株主となり、のちに1953年（昭和28年）から1956年（昭和31年）まで監査役も務めた。
愛知医科大学、九州帝国大学（現九州大学）教授を歴任し、1943年（昭和18年）に東京帝国大学教授となり後に医学部長に就任。その後、1953年（昭和28年）から1965年（昭和40年）まで徳島大学学長を務めた。また1963年に阿南工業高等専門学校校長に就任。
1964年（昭和39年）に社団法人日本栄養・食糧学会より功労賞受賞。1965年（昭和40年）勲二等旭日重光章受章。1972年（昭和47年）死去。81歳没。叙正三位。

## 著書

### 単著
- 『新医化学実習』金原商店、1934年9月。
- 「エステラーゼ」『酵素実験法 2』河出書房〈醗酵学研究法 第8巻〉、1950年12月。
- 日本生理学会編 編「臨床生化学微量定量法」『最新栄養学』中山書店、1952年。
- 『最新栄養学』同文書院、1959年4月。

### 共著
- 児玉桂三、正宗一『医化学』金原商店、1939年6月。
- 児玉桂三、正宗一『有機化学生化学攬要』日本医書出版、1944年9月。
- 児玉桂三、小池五郎『やさしい栄養学』女子栄養短期大学出版部〈栄養と料理叢書 1〉、1955年5月。

### 編集
- 『臨床生化学』南山堂、1951年。

### 監修
- 坂口秀二郎『造癌性物質の化学』九州帝国大学医学部医化学教室〈生化学総説集 第3輯〉、1938年6月。